# Skanda

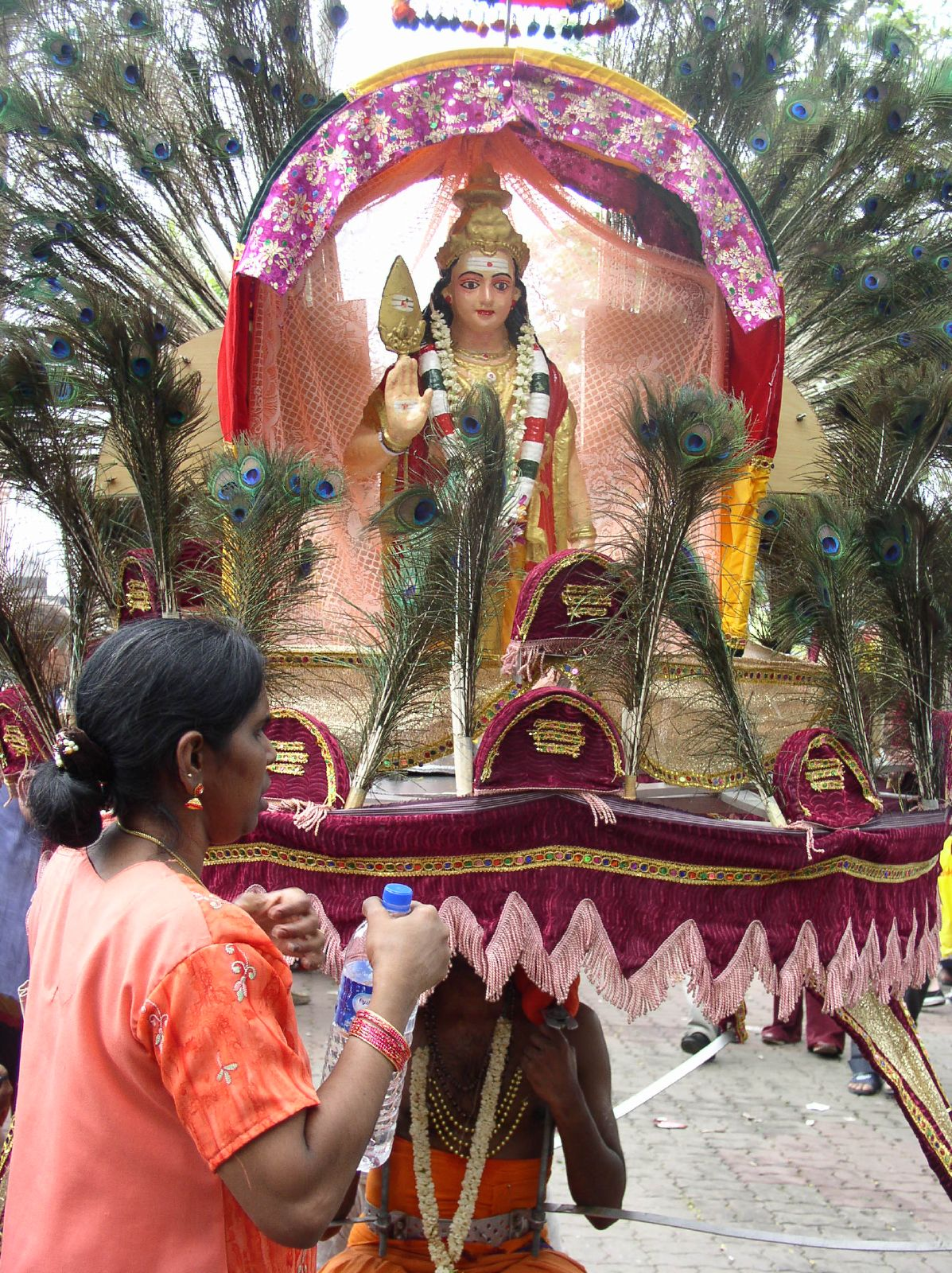
Götterbild Skandas / Murugans bei einer Thaipusam-Prozession in Malaysia

Skanda (Sanskrit स्कन्द Skanda) bzw. Murugan (Tamil முருகன் Murukaṉ) ist ein hinduistischer Gott. Weitere häufige Namen sind Karttikeya, Subrahmanya und Kumara. Nach der Hindu-Mythologie ist Skanda der Sohn Shivas. Unter dem Namen Murugan gehört er unter den tamilischen Hindus zu den populärsten Gottheiten. Historisch ist der Murugan des tamilischen Hinduismus durch die Verschmelzung eines ursprünglich separaten tamilischen Gottes mit dem Gott Skanda der pan-hinduistischen Mythologie entstanden. Im religiösen Leben Nordindiens spielt Skanda heute nur noch eine untergeordnete Rolle.

## Namen

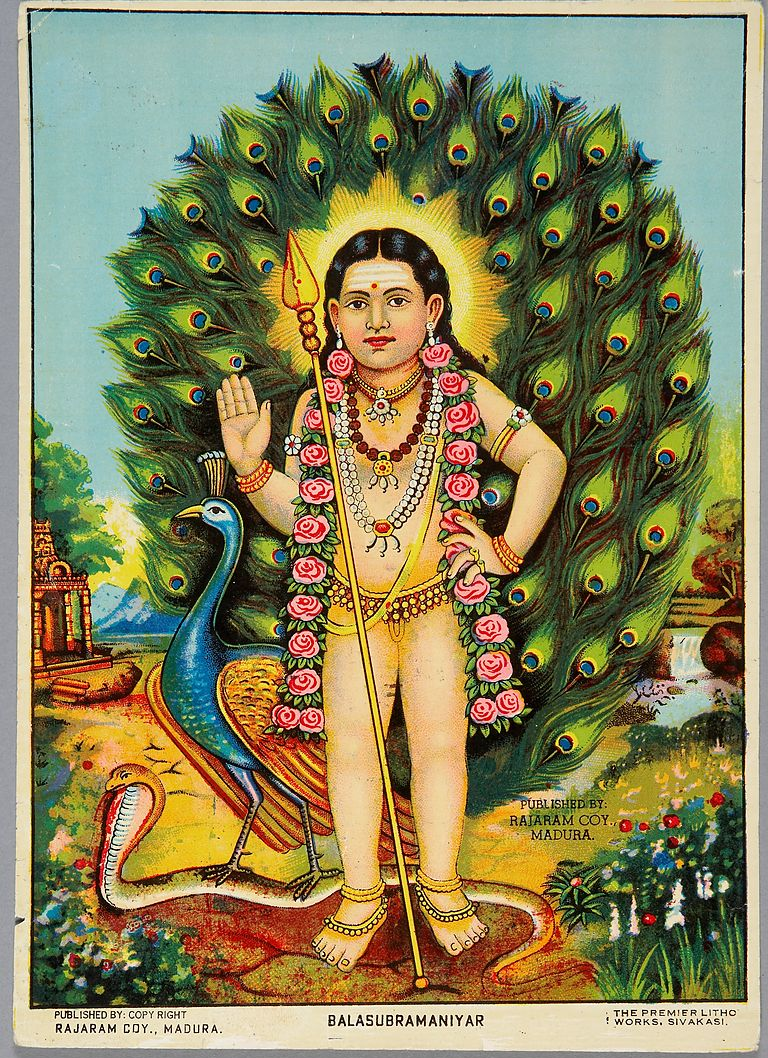
Typische Darstellung von Skanda / Murugan (um 1930)

Skanda (स्कन्द Skanda) ist der häufigste Name der Gottheit in der gesamtindischen Tradition. Er stammt aus dem Sanskrit und ist von der Verbwurzel skand abgeleitet, die entweder „springen“ (im Sinne von „anfallen“) oder „verschütten“ (insbesondere von Samen) bedeuten kann. Im ersten Fall wäre der Name als „der Angreifer“ zu deuten und bezöge sich auf Skandas Charakter als Kriegsgott, im zweiten Fall wäre er ein Hinweis auf den Geburtsmythos, nach dem Skanda aus dem vergossenen Samen Shivas entstand.
Daneben ist der Gott unter zahlreichen weiteren Namen bekannt. Die häufigsten sind Karttikeya oder Kartikeya (कार्त्तिकेय Kārttikeya „Sohn der Krittikas (Plejaden)“), Subrahmanya (सुब्रह्मण्य Subrahmaṇya „gut zu den Brahmanen“) und Kumara (कुमार Kumāra „der Jugendliche“).
Bei den Tamilen ist der Name Murugan (முருகன் Murukaṉ) mit Abstand am gebräuchlichsten. Er leitet sich vom Tamil-Wort muruku für „Zartheit, Jugendlichkeit“ ab und entspricht damit dem Sanskrit-Namen Kumara. Daneben werden im tamilischen Bereich tamilisierte Formen der Sanskrit-Namen wie Kandan (கந்தன் Kantaṉ), Karttikeyan (கார்த்திகேயன் Kārttikēyaṉ), Subramanyan (சுப்பிரமணியன் Cuppiramaṇiyaṉ) oder Kumaran (குமரன் Kumaraṉ) verwendet. Andere gebräuchliche Namen beziehen sich auf spezifische Erscheinungsformen des Gottes.

## Ikonografie

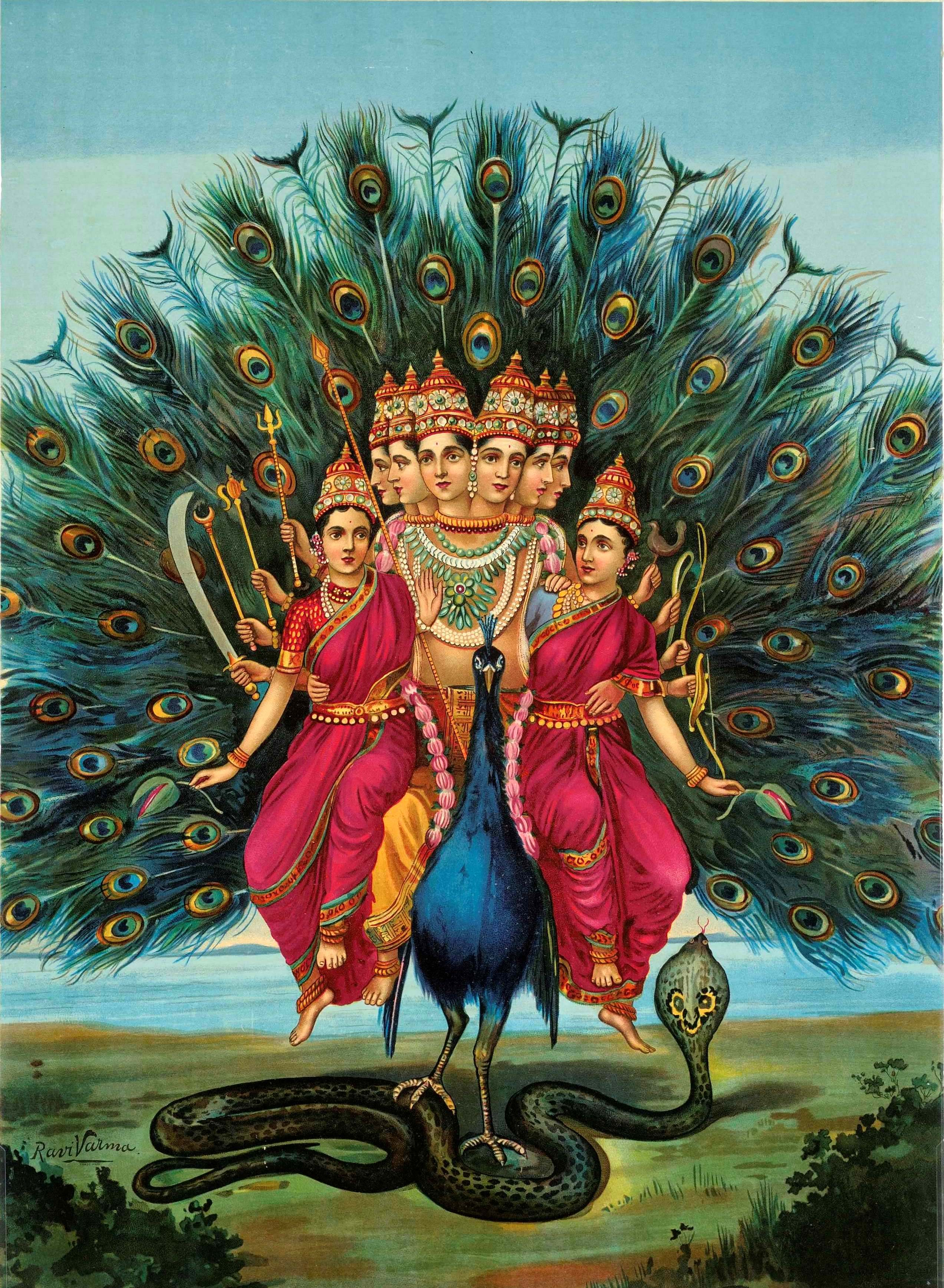
Skanda/Murugan mitsamt Ehefrauen als sechsköpfiger Shanmukha/Arumugan (Gemälde von Raja Ravi Varma, um 1900)

In seiner üblichsten Darstellungsform wird Skanda/Murugan in Menschengestalt (anthropomorph) und zweiarmig dargestellt. Meist erscheint er in jugendlicher Gestalt. In der Regel hat er die rechte Hand zur Geste der Furchtlosigkeit (Abhayamudra) erhoben. Skandas Attribut ist eine Lanze, die auf seiner rechten Schulter ruht. Als Reittier (Vahana) dient ihm ein Pfau. Bisweilen trägt er ein Banner, auf dem ein Hahn abgebildet ist. Häufig erscheint er auch vor dem Hintergrund des tamilischen Om-Zeichens, das neben der Lanze als Symbol des Gottes gilt. Auf der Stirn und Lanze Skandas finden sich oft drei waagerechte Streifen als shivaitisches Segenszeichen (Tilaka).
Bisweilen erscheint Skanda auch zusammen mit seinen beiden Ehefrauen Devasena und Valli. In diesem Fall steht Valli stets zu seiner Rechten und Devasena zu seiner Linken. Häufig wird Skanda auch mit sechs Köpfen und zwölf Armen auf einem Pfau reitend dargestellt. In dieser Erscheinungsform trägt er den Namen Shanmukha (Sanskrit षण्मुख Ṣaṇmukha) bzw. Arumugan (Tamil ஆறுமுகன் Āṟumukaṉ), „der Sechsköpfige“. Andere Darstellungsweisen beziehen sich auf bestimmte Aspekte der Mythologie Skandas: Als Dandayudhapani (Sanskrit: दण्डायुधपाणि Daṇḍāyudhapāṇi „Stabträger“) erscheint der Gott etwa als jugendlicher Asket mit Stock, Lendenschurz und kahlgeschorenem Kopf.
In Darstellungen der göttlichen Familie Shivas erscheint Skanda häufig als Kleinkind zusammen dem ebenfalls kindlich dargestellten Ganesha im Schoß seiner Eltern Shiva und Parvati. In modernen Darstellungen fehlt, vor allem in Nordindien, Skanda aber oft. Andererseits ist in Südindien seit der Pallava-Epoche (7. bis 9. Jahrhundert) und erneut in der Chola-Zeit (9. bis 12. Jahrhundert) die Darstellung Shivas als Somaskanda („mit Uma/Parvati und Skanda“, aber ohne Ganesha) populär.

## Historische Entwicklung
In der historischen Entwicklung Skandas / Murugans lassen sich zwei separate Stränge erkennen: Der Gott Skanda der Sanskrit-Tradition und der Gott Murugan in der tamilischen Tradition scheinen ursprünglich voneinander unabhängig gewesen sein. Nicht gesichert ist indes die Theorie, dass der Gott Skanda / Murugan bereits im 3. Jahrtausend v. Chr. in der Indus-Kultur verehrt worden sei. Während der Skanda-Kult in Nordindien ab Mitte des 1. Jahrtausends an Bedeutung verliert, verschmilzt der tamilische Gott Murugan zur gleichen Zeit mit der Gottheit Skanda und erfreut sich im Süden Indiens weiterhin großer Beliebtheit.

### Murugan in der Indus-Kultur?

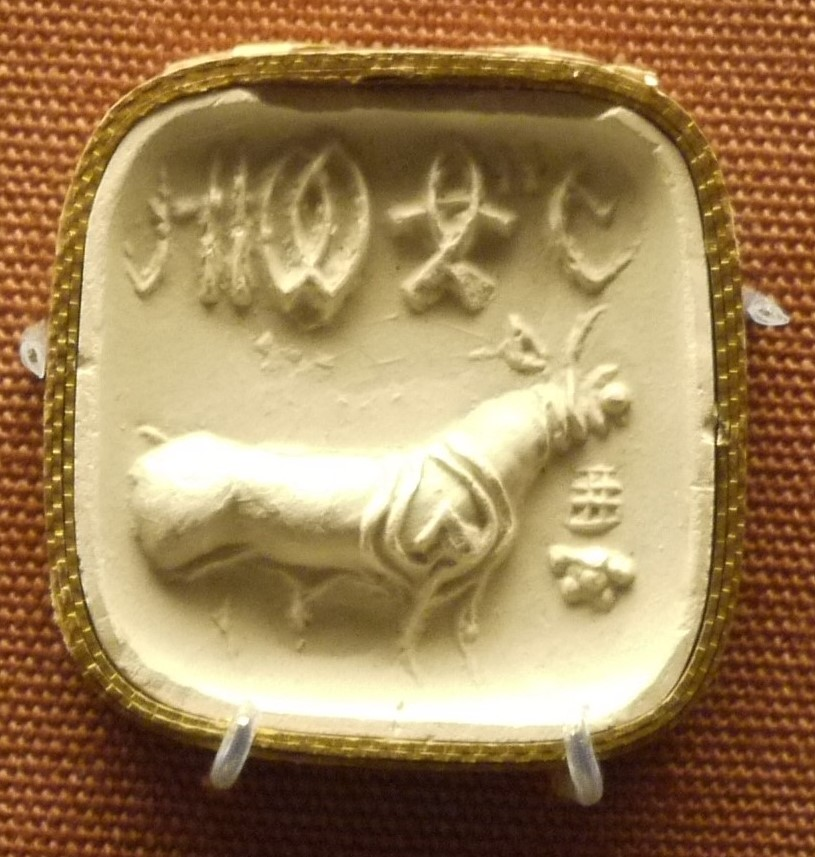
Abdruck eines Indus-Siegels (aufbewahrt im British Museum) mit den als *muruku und *vēḷ identifizierten Zeichen (3. und 4. Zeichen von rechts)

Der Indologe Asko Parpola hat die These aufgestellt, dass der Gott Murugan bereits in der Indus-Kultur, der frühesten Hochkultur des indischen Subkontinents (ca. 2600–1900 v. Chr.), verehrt worden sei. Belege dafür sieht er in den in der Indus-Schrift verfassten Inschriften, die er meint teilweise entziffert zu haben. Parpolas Entzifferungsversuch geht von der Annahme aus, dass die Träger der Indus-Kultur eine dravidische Sprache gesprochen hätten und die Texte der Indus-Inschriften sich demnach anhand der rekonstruierten dravidischen Protosprache deuten ließen. Er geht davon aus, dass die kurzen, meist auf Siegeln vorgefundenen Inschriften größtenteils Personennamen enthielten, die ihrerseits von Götternamen abgeleitet seien. Wegen der Bedeutung Murugans für die Sprecher der dravidischen Sprachen vermutet Parpola, dass sein Name auch in den Indus-Texten auftauchen müsse. Konkret interpretiert Parpola ein Schriftzeichen, das zwei sich überschneidende Kreise zeigt, als Logogramm für das proto-dravidische Word *muruku, „Ohrring“ oder „Armreif“ (das Sternchen steht für eine rekonstruierte Form). Nach dem Rebus-Prinzip könne dieses Zeichen auch für das gleichlautende Wort *muruku, „Jugend“, stehen, welches in der frühen Tamil-Literatur als Name des Gottes Murugan belegt ist. Seine These sieht Parpola unter anderem dadurch erhärtet, dass das Zeichen, das er als *muruku rekonstruiert, oft zusammen mit einem anderen Zeichen vorkommt, das zwei parallele Striche darstellt. Letzteres deutet Parpola als *veḷ(i), „Zwischenraum“, was auch als *vēḷ gelesen werden könne. Die Kombination der beiden Zeichen entspreche einem ebenfalls in der alttamilische Literatur belegten Namen Murugans, Muruka-Vēḷ. Parpolas Theorie muss aber als spekulativ gelten, da seine Entzifferung der Indus-Schrift nicht gesichert ist. Es ist nicht sicher, ob die Indus-Inschriften tatsächlich in einer dravidischen Sprache verfasst sind, und selbst der Schriftcharakter der Zeichen ist in Frage gestellt worden.

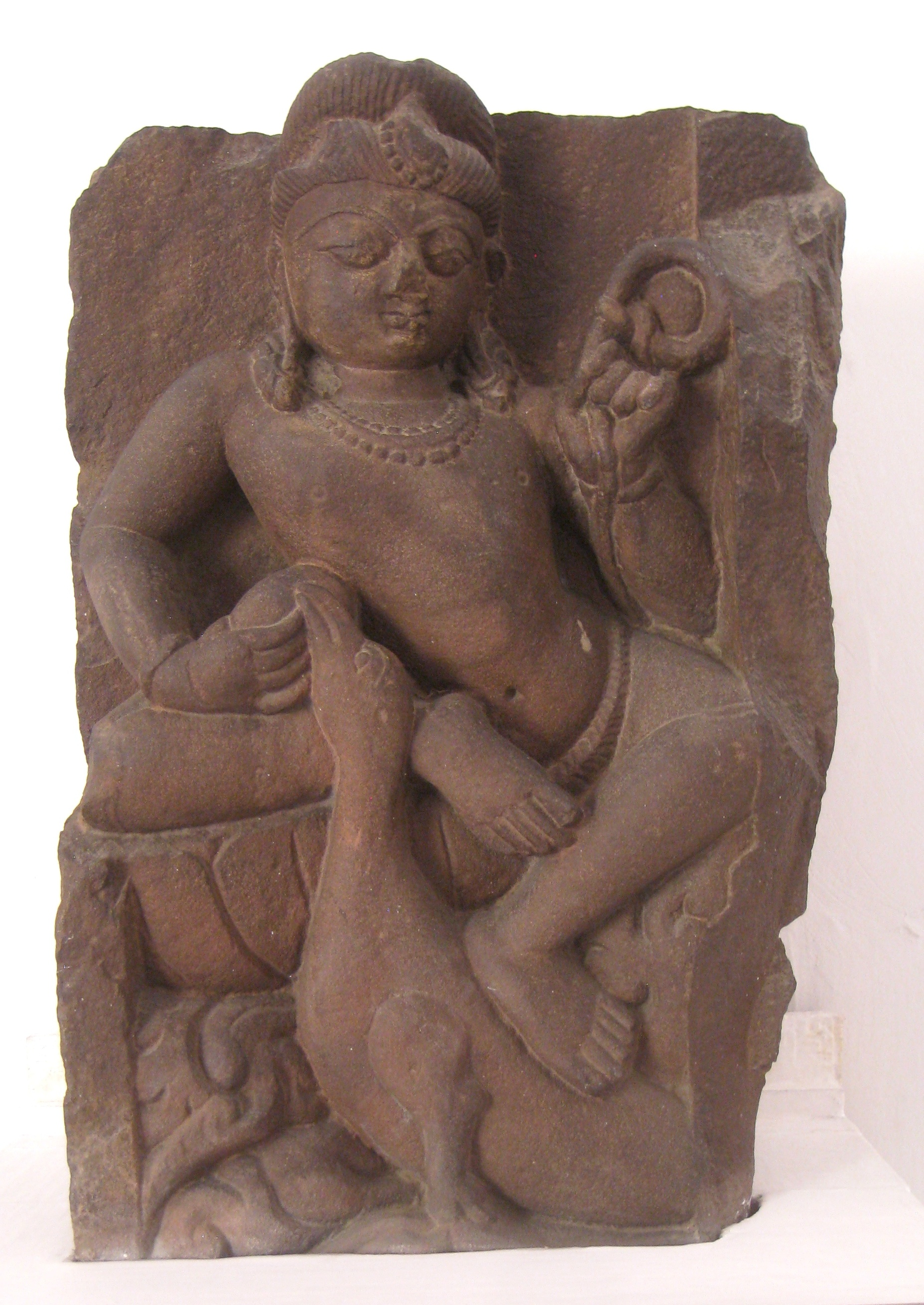
Skulptur Skandas, Gupta-Zeit, 6. Jahrhundert, Madhya Pradesh

### Skanda in der Sanskrit-Tradition
In der Sanskrit-Literatur finden sich vereinzelte Verweise auf Skanda bereits Mitte des 1. Jahrtausends v. Chr. in den Upanishaden (Chandogya-Upanishad) und Aranyakas (Taittiriya-Aranyaka). Zu größerer Prominenz gelangt Skanda um die Zeitenwende in den beiden Epen Mahabharata und Ramayana. Hier finden sich ausführliche Beschreibungen der Mythologie Skandas, die aber teilweise von den späteren Versionen abweichen. So erscheint Skanda noch als Sohn des Feuergottes Agni. Der berühmte Sanskrit-Dichter Kalidasa, der wahrscheinlich um 400 n. Chr. lebte, verfasste das Kunstepos Kumarasambhava („die Geburt Kumaras“). Weiter ausgearbeitet wird die Skanda-Mythologie in den Puranas, der Hauptgattung der mythologischen Literatur des Hinduismus. Eines der 18 Haupt-Puranas trägt den Titel Skandapurana und enthält neben anderem Material eine ausführliche Beschreibung der Taten Skandas.
Historisch lässt sich nachweisen, dass der Skanda-Kult in den ersten Jahrhunderten n. Chr. von verschiedenen nordindischen Herrscherdynastien gepflegt wurde. Münzen mit Darstellungen Skandas wurden unter den Kushana, Shaka und Yaudheya geprägt. Zur Zeit des Gupta-Reichs (4.–6. Jahrhundert) finden sich Hinweise auf einen ausgeprägten Skanda-Kult nicht nur in Münzprägungen, sondern auch den Namen von Gupta-Herrschern wie Kumaragupta oder Skandagupta. Nach der Gupta-Zeit scheint die Bedeutung Skandas in Nordindien abgenommen zu haben.

### Murugan in der tamilischen Tradition
செங்களம் படக்கொன் றவுணர்த் தேய்த்த

செங்கோ லம்பிற் செங்கோட் டியானைக்

கழறொடிச் சேஎய் குன்றங்

குருதிப் பூவின் குலைக்காந் தட்டே.
Rot ist der Platz vom Töten, die Dämonen zermürbt

von rotstieligen Pfeilen, mit roten Zähnen der Elefant,

Fußreifen, Armreifen – der Hügel des Roten

voll Malabarlilien, ein Bund von Blutblumen.
Das erste Gedicht der Sangam-Anthologie Kurundogai beschreibt Murugan und seinen Hügel. Traditionell als Liebesgedicht gedeutet, handelt es sich wohl ursprünglich um einen Einleitungsvers mit einer Anrufung Murugans.
Die frühesten greifbaren Hinweise auf den Gott Murugan in der tamilischen Tradition erscheinen in der Sangam-Dichtung, der ältesten Schicht der tamilischen Literatur. Diese Texte entstanden wahrscheinlich zwischen dem 1. und 6. Jahrhundert n. Chr. und spiegeln einen Zustand wider, der noch weitgehend frei von Einflüssen der sanskritischen Kultur ist. Trotz ihrer säkularen Natur (Liebes- und Heldendichtung) beinhaltet die Sangam-Literatur auch Verweise auf Gottheiten: Zu den poetischen Konventionen der Sangam-Liebesdichtung gehört das Konzept der „fünf Landschaften“, die jeweils einen bestimmten Gefühlszustand repräsentieren. Jeder Landschaft sind dabei eigene Charakteristika wie bestimmte Pflanzen- und Tierarten und auch jeweils eine eigene Gottheit zugeordnet. Dabei ist Murugan der Gott der Berglandschaft (kurinchi), die für die Vereinigung der Liebenden steht. Murugan, der häufig den Beinamen Sey oder Seyon („der Rote“) trägt, erscheint als Bergbewohner und Jäger, der durch Speise- und Tieropfer verehrt wird. Er trägt eine Lanze, mit ihm assoziierte Tiere sind Pfau, Hahn und Elefant. Ihm dient ein spezieller Priester (velan, später ein Beiname für den Gott selbst), der einen Trancetanz aufführt. Murugan ist ein Beschützer, der gegen böswillige Kräfte kämpft und die Furcht vertreibt. Er kann aber auch Besessenheit verursachen.
Von dem Gott der Bergstämme, als der er in der frühesten Schicht der Sangam-Literatur auftritt, scheint Murugan sich sukzessive zu einem Kriegsgott gewandelt zu haben, der auch von den Königen der Stadtstaaten verehrt wurde. Gleichzeitig begann er gegen Mitte des 1. Jahrtausends mit dem zunehmenden Einfluss der brahmanischen Kultur mit dem sanskritischen Skanda zu verschmelzen. In den beiden Texten Paripadal und Tirumurugatruppadai, die konventionell zum Sangam-Korpus gerechnet werden, aber eindeutig jüngeren Datums sind, erscheinen Motive aus der Skanda-Mythologie, wie sie in den Sanskrit-Epen beschrieben wird. Das Tirumurugatrupadai („Wegweiser zu Gott Murugan“), das dem Dichter Nakkirar zugeschrieben wird und wahrscheinlich im 6. Jahrhundert entstand, ist für die historische Entwicklung des Murugan-Kults von großer Bedeutung, handelt es sich doch um die erste devotionale Dichtung in der tamilischen Literatur. Damit markiert es den Übergang von der alttamilischen Literatur zur mittelalterlichen Bhakti-Dichtung.

## Bedeutung

### Kult

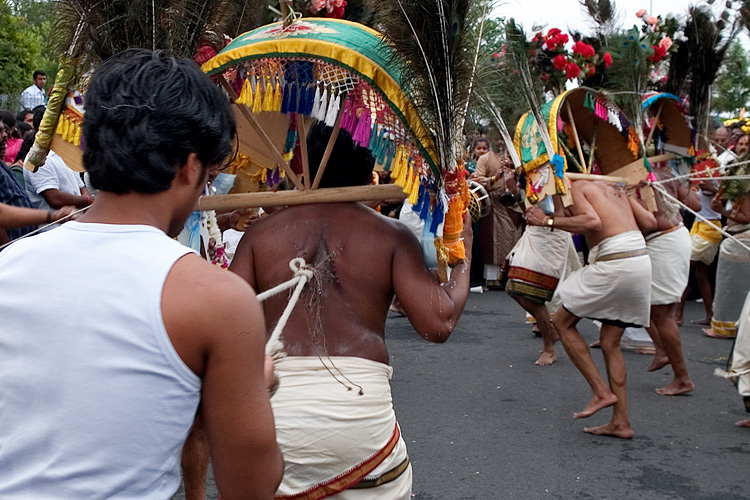
Kavadi-Tanz zu Ehren Murugans beim Tempelfest des Sri-Kamadchi-Ampal-Tempels in Hamm

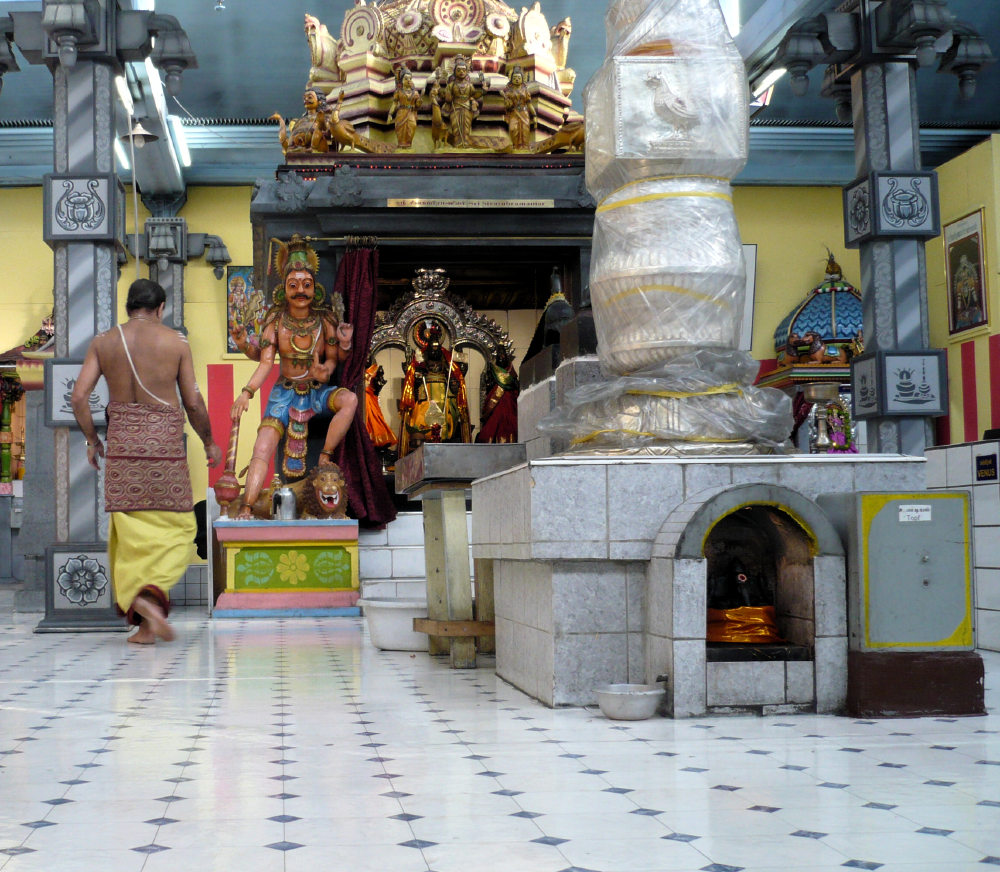
Sri-Sivasubramaniar-Tempel in Adliswil

Der Skanda-Kult besitzt vor allem bei den tamilischen Hindus im südindischen Bundesstaat Tamil Nadu, in den Tamilengebieten Sri Lankas und in der tamilischen Diaspora große Bedeutung. Hier gehört der Gott unter dem Namen Murugan zu den populärsten Gottheiten. Der meistbesuchte Tempel Tamil Nadus ist Murugan geweiht, verschiedene Namensformen Murugans gehören zu den häufigsten tamilischen Personennamen und devotionale Lieder und mythologische Filme über Murugan (z. B. Kandan Karunai aus dem Jahr 1967) erfreuen sich großer Beliebtheit.
In Sri Lanka wird Skanda nicht nur von den tamilischen Hindus, sondern auch von den buddhistischen Singhalesen in der Form des „Kataragama Deviyo“ als eine von vier Schutzgottheiten der Insel verehrt. In der religiösen Praxis des restlichen Indiens spielt Skanda heute dagegen kaum eine Rolle. Außer in Tamil Nadu ist sein Kult teilweise noch in den angrenzenden Bundesstaaten Kerala und Karnataka verbreitet. Hier wird er meist „Subrahmanya“ genannt. Als „Kartik“ wird der Gott in Bengalen während der Durga Puja zusammen mit Lakshmi, Sarasvati und Ganesha als eines von vier Kindern der Göttin Durga verehrt.

### Tempel

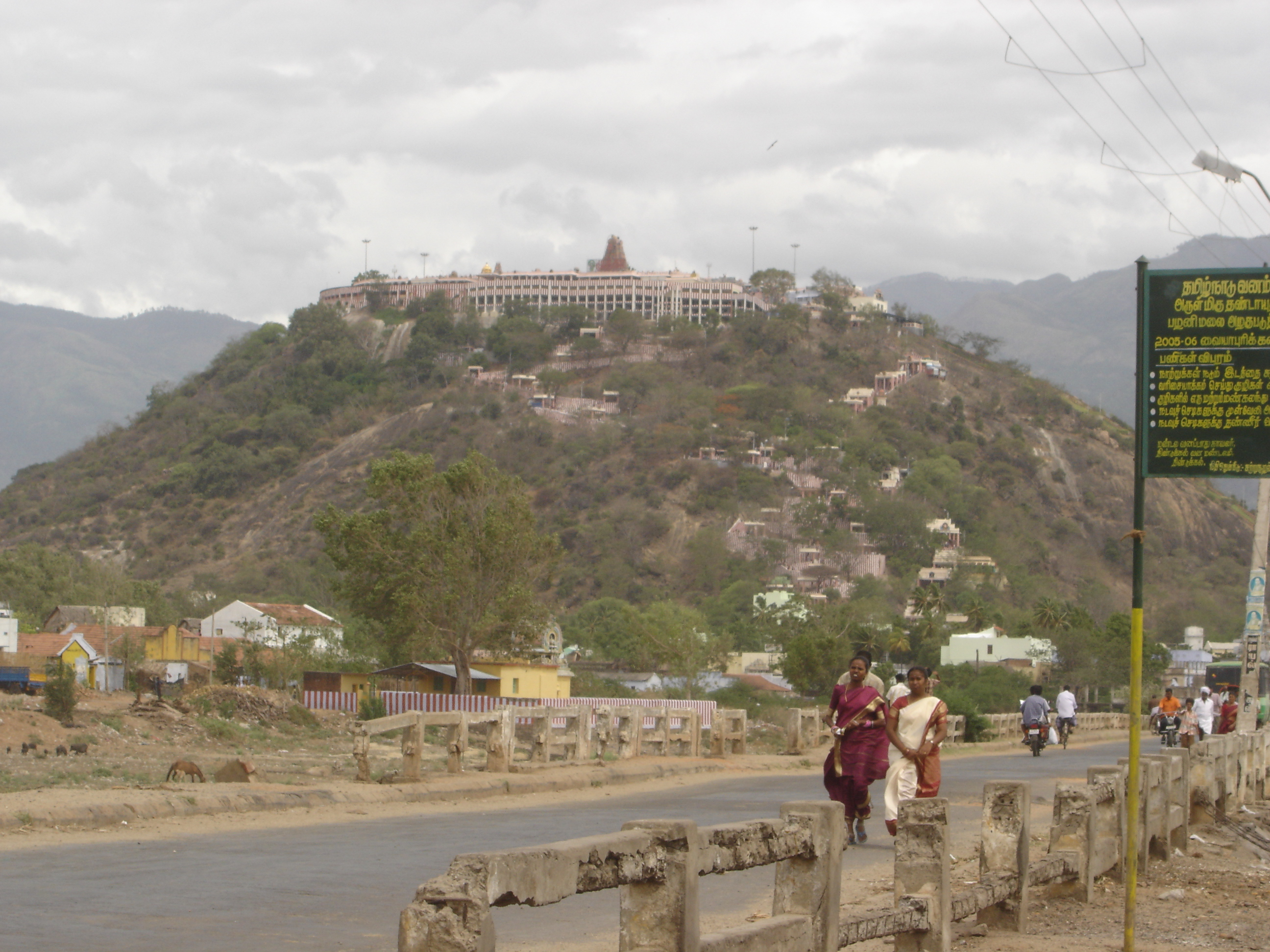
Murugan-Heiligtum in Palani

In Tamil Nadu gibt es zahllose Heiligtümer Murugans in Städten, Dörfern und häufig auch auf Hügelkuppen. Von besonders großer Bedeutung sind die „sechs Wallfahrtsstätten“ (Arupadaividu) Murugans. Es handelt sich um einen Cluster von Murugan-Tempeln, die über ganz Tamil Nadu verstreut sind und wichtige Pilgerstätten darstellen. Bei den Tempeln von Palani, Tiruchendur, Tiruttani, Tirupparankundram und Swamimalai ist die Zugehörigkeit zu den Arupadaividu allgemein anerkannt. Die Identität des sechsten Tempels ist strittig: Oft wird der Pazhamudircholai-Tempel in Alagarkoil genannt, aber auch andere Murugan-Tempel erheben Anspruch auf den Status. Häufig findet sich die Angabe, jeder beliebige Murugan-Tempel in Tamil Nadu sei der sechste Arupadaividu. Die Arupadaividu-Tempel verteilen sich über ganz Tamil Nadu, von Tiruttani im Norden an der Grenze zum Nachbarbundesstaat Andhra Pradesh über Palani am Fuß der Palani-Berge im Westen, Swamimalai im Kaveri-Delta in Zentral-Tamil-Nadu und Tirupparankundram und Alagarkoil bei Madurai im südlichen Binnenland bis Tiruchendur an der Küste des Indischen Ozeans im äußersten Süden. Von der Popularität des Murugan-Kultes zeugt die Tatsache, dass der Murugan-Tempel von Palani die am meisten besuchte Pilgerstätte Tamil Nadus ist. An einem normalen Tag besuchen 10.000–12.000 Gläubige den Tempel, zu besonderen Anlässen vervielfacht sich die Zahl.

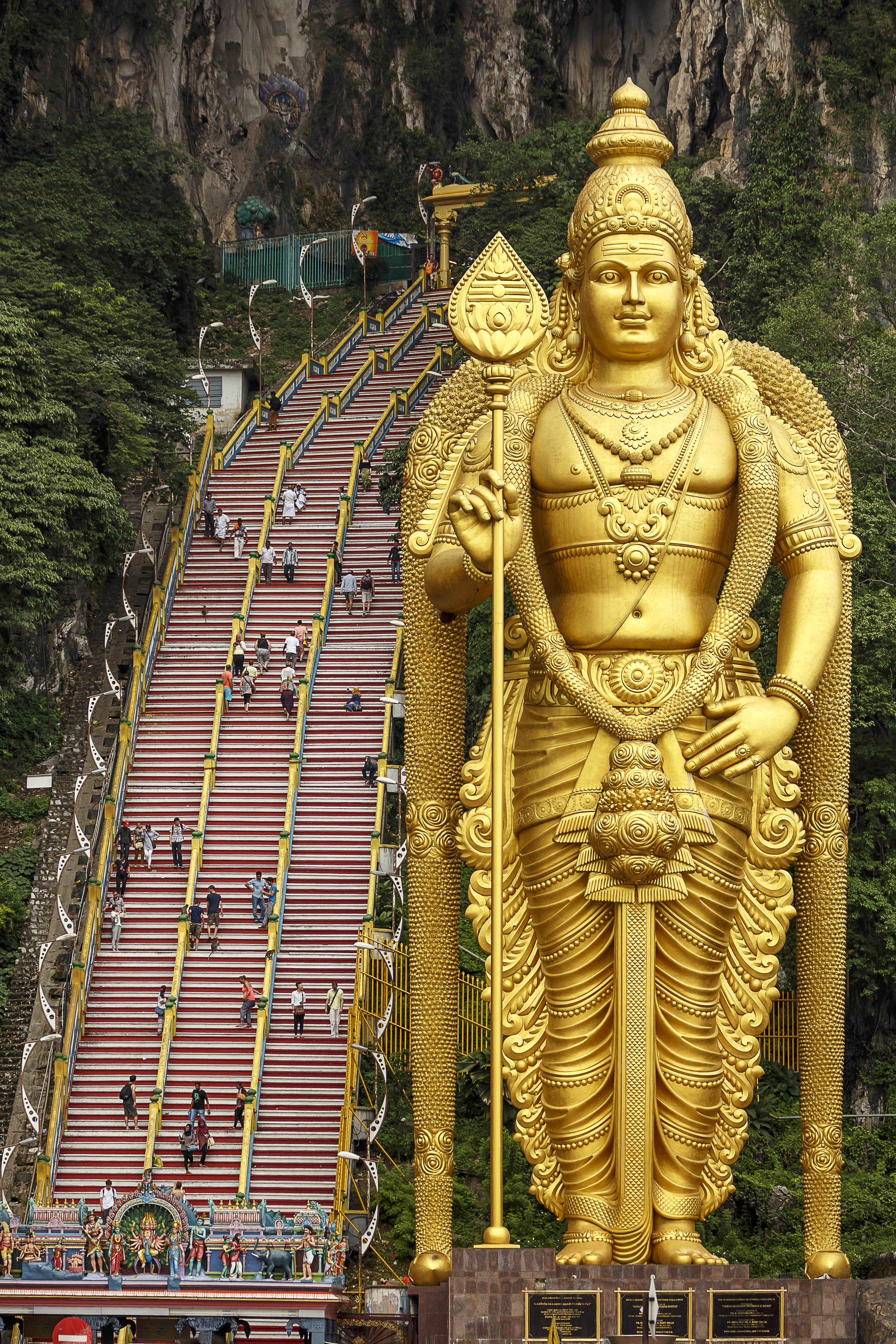
2006 fertiggestellte Kolossalstatue des Gottes bei den Batu Caves in Malaysia

Auch auf Sri Lanka finden sich zahlreiche Murugan-Tempel. Der Murugan geweihte Nallur-Kandaswamy-Tempel bei Jaffna gilt als der wichtigste Hindutempel Sri Lankas. Im Ort Kataragama im singhalesisch dominierten Süden der Insel befindet sich ein wichtiger Tempel des Kataragama Deviyo, der Buddhisten und Hindus gleichermaßen als heilig gilt. Auch andere buddhistische Heiligtümer wie der berühmte Zahntempel in Kandy haben Kataragama-Schreine.
In Südostasien, Nordamerika und Europa sind von in der Diaspora lebenden Tamilen Murugan-Tempel errichtet worden. In Malaysia, das seit dem 19. Jahrhundert eine große tamilische Bevölkerungsgruppe beherbergt, befindet sich in den Batu Caves nahe der Hauptstadt Kuala Lumpur ein bekanntes Murugan-Heiligtum mit einer 2006 fertig gestellten Monumentalstatue des Gottes. Nachdem sich viele Tamilen aus Sri Lanka als Bürgerkriegsflüchtlinge in europäischen Ländern niedergelassen haben, sind auch dort in den letzten Jahren vermehrt Murugan-Tempel entstanden, im deutschsprachigen Raum etwa der Sri-Mayurapathy-Murugan-Tempel in Berlin, der Sri-Kathirvelauthaswamy-Tempel in Essen oder auch der Sri-Sivasubramaniar-Tempel in Adliswil bei Zürich.